# Takuya Sugiyama
Takuya Sugiyama (杉山 琢也 Sugiyama Takuya?), född 1 januari 1983 i Fukushima prefektur, är en japansk fotbollsspelare.
Sugiyama började sin karriär 2005 i Thespa Kusatsu. Efter Thespa Kusatsu spelade han för FC Gifu, Arte Takasaki, V-Varen Nagasaki och Fukushima United FC. Han avslutade karriären 2014.